# Нижний Улятуй
Нижний Уля́туй — село в Оловяннинском районе Забайкальского края России. Входит в состав сельского поселения Улятуйское.

## География
Расположено на реке Улятуй (правый приток Онона), в 69 км к северо-востоку от районного центра — пгт Оловянная. 

## Климат
Климат резко континентальный. Кол-во осадков от 300 до 400 мм/год. Очень сухо весной и в начале лета. Высота снежного покрова около 8 см. Вегетационный период 130–150 дней.  
Среднегодовая температура воздуха составляет (-1,4°С), абсолютная максимальная температура воздуха - (+39,2°С), абсолютная минимальная температура воздуха - (-45,5)°С.  

## Население
| 2021 |
| ---- |
| 0    |

## История
Основано в 2013 году путем выделения западной части села Улятуй в отдельный населённый пункт. Распоряжением Правительства Российской Федерации от 1 марта 2016 года на федеральном уровне было присвоено соответствующие наименование.